# هاجيمي ميزوجوتشي
هاجيمي ميزوجوتشي (باليابانية: 溝口肇؛ بالكانا: みぞぐち はじめ) هو عازف تشيلو وملحن ياباني، ولد في 23 أبريل 1960 في طوكيو في اليابان.

## وصلات خارجية
- الموقع الرسمي
- هاجيمي ميزوجوتشي على موقع IMDb (الإنجليزية)
- هاجيمي ميزوجوتشي على موقع ميوزك برينز (الإنجليزية)
- هاجيمي ميزوجوتشي على موقع أول موفي (الإنجليزية)
- هاجيمي ميزوجوتشي على موقع أول ميوزيك (الإنجليزية)
- هاجيمي ميزوجوتشي على موقع ديسكوغز (الإنجليزية)
- هاجيمي ميزوجوتشي على موقع قاعدة بيانات الفيلم (الإنجليزية)
- هاجيمي ميزوجوتشي على موقع ANN person (الإنجليزية)